# قیفک نواری
قیفک نواری (نام علمی: Conus striatellus) نام یک گونه از سرده قیفک‌ها است.